# Альбертвилл (Алабама)
Альбертвилл (англ. Albertville) — город в округе Маршалл в американском штате Алабама. По данным переписи населения США 2020 года, численность населения составляла 22 386 человек.

## Население
| 2010   | 2013    | 2020[…] |
| ------ | ------- | ------- |
| 21 160 | ↗21 556 | ↗22 386 |